# Arigkbugha Khan

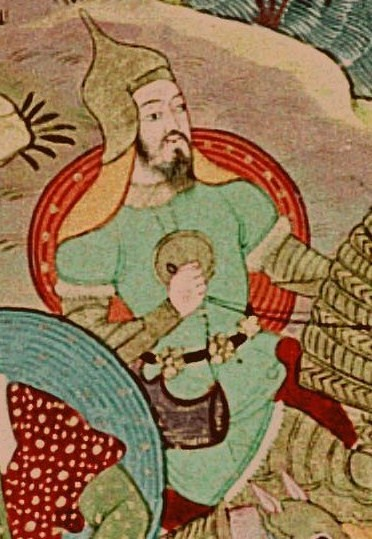
Darstellung Arigkbughas im Dschāmiʿ at-tawārīch

Arigkbugha Khan oder Ariq Böke Chan (mongolisch ᠠᠷᠢᠭᠪᠦᠬᠡ Arigböch, andere Schreibweise u. a. Erik Böge; * nach 1219; † 1266) war als Enkel Dschingis Khans,  Sohn Tolui Khans und jüngerer Bruder Kublai Khans ein mongolischer Thronanwärter, der die traditionell eingestellten Stammesfürsten in der Mongolei vertrat.
Er wurde 1260 zum Großkhan gewählt, nachdem sich 1259 Kublai entgegen aller Tradition selbst zum Großkhan der Mongolen ernannt hatte. Arigkbugha hatte aber nur einen Teil des Adels (allen voran Berke Khan und Ugedai Khans Enkel Qaidu Khan) hinter sich. Der folgende Bruderkrieg war Ende des Jahres 1261 noch unentschieden, als Algui, der Khan des Tschagatai-Khanats, wegen Tributfragen von Arigkbughas Partei abfiel. Ein Rachefeldzug gegen Algui hatte keinen bleibenden Erfolg. So geschwächt musste Arigkbugha 1263 schließlich kapitulieren. Er wurde in einer Reichsversammlung angeklagt und freigesprochen, blieb danach aber dennoch Kublais Gefangener und starb im Jahre 1266 unter mysteriösen Umständen, was zu Spekulationen seiner Vergiftung führte.
Seine Niederlage im Bruderkrieg verhalf einer zivilisierteren Politik zum Durchbruch, die sich im Osten auf die Kultur im Kaiserreich Chinas stützte, im Westen auf den Islam. Sie bedeutete auch den mittelfristigen Auseinanderbruch des Mongolenreiches, dessen Zentrum sich nun nach Nordchina verlagerte.
| Personendaten    | Personendaten                                       |
| ---------------- | --------------------------------------------------- |
| NAME             | Arigkbugha Khan                                     |
| ALTERNATIVNAMEN  | Ariq Böke Chan; Erik Böge; ᠠᠷᠢᠴᠪᠥᠺᠠ (mongolisch)    |
| KURZBESCHREIBUNG | mongolischer Thronanwärter und Bruder Kubilai Khans |
| GEBURTSDATUM     | 12. Jahrhundert oder 13. Jahrhundert                |
| STERBEDATUM      | 1266                                                |